# Röstgenerator
Röstgenerator, ett elektriskt hjälpmedel, som kan användas för att simulera stämbandens funktion efter en laryngektomi. Apparaten, som trycks mot hakan eller kinden, alstrar en ton som den opererade kan använda för att bilda språkljud. Idag är det vanligare att man istället opererar in en röstventil.